# Pakrac durante la guerra de Croacia
La ciudad de Pakrac y sus alrededores fue el epicentro de la lucha durante la Guerra de la Independencia de Croacia en Eslavonia Occidental.
La fecha de inicio del enfrentamiento varía según la biografía que se consulte. Muchas fuentes datan al 1 de marzo de 1991 como comienzo de la Guerra de Croacia a partir del incidente en la estación de policía de Pakrac. Los primeros hechos violentos fueron en 1990 con un incremento importante en marzo de 1991 y un estallido en agosto.
El dominio de la ciudad y sus vecindades se disputó entre milicias serbias luego apoyadas por el Ejército Popular Yugoslavo (Jugoslovenska Narodna Armija - JNA) por un lado y la Guardia Nacional Croata (ZNG) por el otro. La lucha cesará definitivamente el 4 de mayo de 1995 cuando el renombrado Ejército Croata (HV) recupere la totalidad del territorio en favor de las autoridades de Zagreb (Operación Bljesak).

## Antecedentes

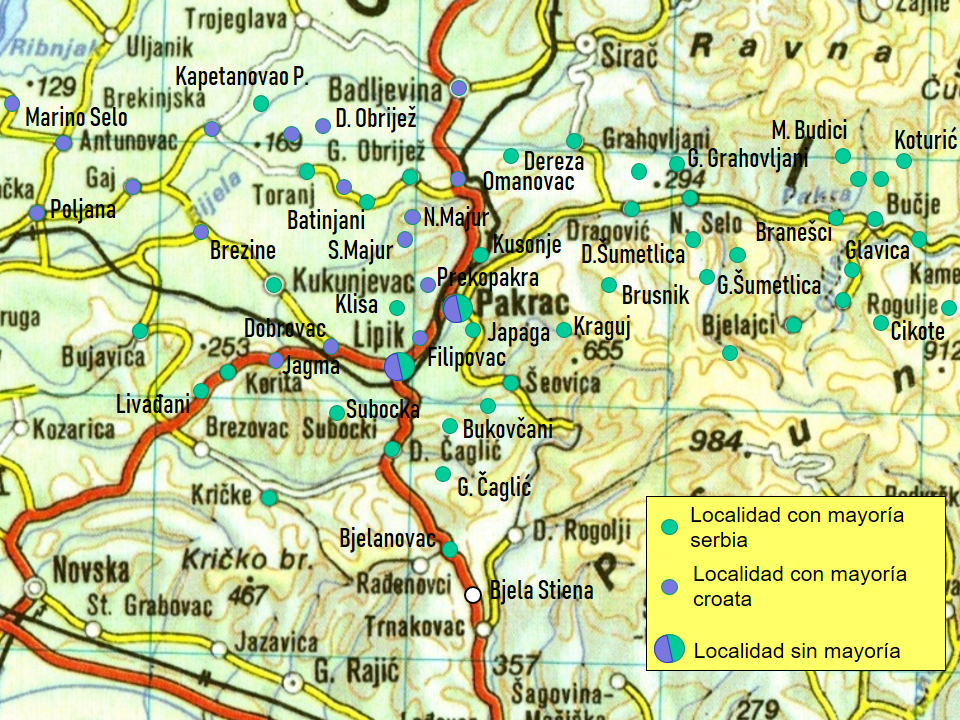
Composición étnica de la municipalidad de Pakrac durante el año 1991 por localidades.

### Aspectos Geográficos
La municipalidad de Pakrac, antes de la guerra, se componía de 68 localidades de las cuales superaban los mil habitantes solo Pakrac (8197hs); Lipik (3725); Prakopakra (1347): Kusonje (1101) y Kukunjevac (1082). Todas con mayoría serbia.
La estructura municipal por etnias era:
| Total | Croatas | Serbios | Musulmanes | Yugoslavos | Otros |
| ----- | ------- | ------- | ---------- | ---------- | ----- |
| 27589 | 9896    | 12813   | 37         | 1346       | 3497  |

Pakrac era la ciudad principal del municipio homónimo. Se encuentra al noroeste de las montañas Psunj, a 128 km al sudeste de Zagreb, capital de Croacia. Su ubicación es la intersección de las antiguas rutas de Barcs (Hungría), Virovitica y Daruvar a Bosnia y de Zagreb a Požega. Se encuentra en un valle surcado por el río Pakra. Su sector oeste (Gavrinica) está en una zona ondulada y boscosa.
Antes del incidente de marzo de 1991, la composición étnica de la ciudad era mayormente serbia:
|          | Total | Croatas     | Croatas  | Serbios     | Serbios | Musulmanes | Yugoslavos | Otros |
| Cantidad | Total | % del total | Cantidad | % del total |         | Musulmanes | Yugoslavos | Otros |
| -------- | ----- | ----------- | -------- | ----------- | ------- | ---------- | ---------- | ----- |
| 1981     | 7361  | 2252        | 30,6     | 2336        | 31,7    | 3          | 2261       | 509   |
| 1991     | 8197  | 3033        | 37,0     | 3514        | 42,9    | 15         | 624        | 1011  |

En 1991, las aldeas que estaban en los alrededores eran de mayoría serbia con la excepción de Prekopakra. En Lipik, Kusonje, Kukunjevac, Šeovica, Španovica, Donji Čaglić, Japaga, Dragović, Batinjani, localidades que rodeaban a Pakrac, los croatas eran la primera minoría.
El hecho de ser Pakrac la sede de la Eparquía de Eslavonia (Iglesia Ortodoxa Serbia) y ser la mayor ciudad con población serbia de la zona, motorizaron su liderazgo político entre esa comunidad en Eslavonia Occidental.

### Contexto político Nacional
Los orígenes de las regiones autónomas serbias en Croacia están ligados con los del Partido Democrático Serbio  (SDS) en las zonas de mayoría o importante presencia serbocroata. En forma opuesta, con el inicio de las tensiones interétnicas, los croatas se aferraron a la Unión Democrática Croata (HDZ).
El SDS - Croacia fue creado en la ciudad de Knin en febrero de 1990. Su área de influencia inicial era las municipalidades próximas a la ciudad donde se fundó. Posteriormente, se extendió a la región de Eslavonia, creándose sedes locales entre junio y octubre de 1990.
El 22 de abril de 1990 se celebraron las primeras elecciones parlamentarias libres desde 1938 en la entonces República Socialista de Croacia con segunda vuelta el 7 de mayo. Los resultados del SDS fueron pobres aunque triunfó en las municipalidades de Benkovac, Knin, Gračac y Donji Lapac. A nivel nacional triunfa Dr. Franjo Tuđman derrotando a las autoridades de la Liga Comunista.
A partir de entonces, las tensiones interétnicas fueron en aumento. En junio de 1990, se formó la Asociación de Serbia Municipios del norte de Dalmacia y Lika con el odontólogo Milan Babić como presidente. Su propósito era introducir la autonomía regional serbia en Croacia con control local de la vida cívica y cultural. Inicialmente, esta Asociación incluía los municipios de Knin, Benkovac, Gračac, Donji Lapac, Obrovac y Titova Korenica.
El 25 de julio de 1990 se realizó una asamblea serbia en Srb, a la que asistieron aproximadamente cien mil serbocroatas, entre ellos, serbios de Eslavonia Occidental. La Asamblea aprobó una Declaración "sobre la soberanía y la autonomía de la Nación Serbia" en Croacia.
En agosto de 1990, las primeras barricadas fueron emplazadas en el área de Knin y luego en las municipalidades de Benkovac, Gračac, Donji Lapac, Korenica y Obrovac. Su propósito era evitar el acceso de fuerzas croatas para restaurar el control. El 19 de ese mes se efectuó el primer referéndum en territorio de la Asociación de Municipalidades Serbias del norte de Dalmacia y Lika interrogándose sobre la autonomía cultural. El 21 de diciembre de 1990, la Asociación de Municipios se convirtió en Región / Distrito Autónoma de Krajina ("SAO Krajina"). Su estatuto establecía que "tendrá la forma de autonomía territorial" dentro de Croacia.
La constitución croata fue promulgada el 22 de diciembre de 1990, siendo contraria a los intereses serbios pues los trataba como minoría y no como pueblo constitutivo. El 21 de febrero de 1991, Croacia determinó que las leyes federales dejaban de tener vigencia en la República. Ello incomodó a los serbios que creían que Yugoslavia debía ser el estado que abarcara a todos los ciudadanos por lo que el 28 de ese mes deciden su autonomía. Siguiendo con esa tendencia, en una sesión especial del Consejo Ejecutivo de la SAO Krajina del 1 de abril, contrariando las decisiones separatistas croatas, se declaró parte de Serbia. Complementariamente, estableció que las leyes de la República de Serbia y las de Yugoslavia eran válidas en su territorio. Los municipios que se escindieron eran los de Knin, Benkovac, Obrovac, Gračac, Donji Lapac, Korenica, Vojnić, Virginmost, Glina, Dvor na Uni, Kostajnica, Petrinja y Pakrac,
El 2 de mayo de 1991, Croacia llamó a un referéndum para separarse de Yugoslavia. La SAO Krajina hace lo propio la semana siguiente pero para mantenerse dentro. En ambos lados triunfan las mayorías étnicas.
El 25 de junio de 1991, Croacia y Eslovenia declararon la independencia de Yugoslavia. Sin embargo, el 8 de julio de 1991 se llegó a un acuerdo internacional según el cual Croacia y Eslovenia suspenderían la aplicación de su independencia hasta el 8 de octubre de 1991.

### Contexto Político Local
El SDS - Croacia tuvo sus ramificaciones locales: el de Grubišno Polje se creó el 6 de junio; Pakrac, el 16 de ese mes; Okučani, el 27 de julio;: Nova Gradiška, el 15 de octubre4 y Slatina que fue fundado el 9 de junio de 1990.5
Como consecuencia de las elecciones de abril / mayo de 1990, en el municipio de Pakrac se constituyó una asamblea municipal de 75 diputados de los cuales 50 (67 %) eran serbios, 18 croatas y 7 de otras nacionalidades. Esta disparidad de representantes de una nación con respecto al número total conducirá a un conflicto abierto.
En febrero del año siguiente, la situación se tornó tensa en Pakrac. Después de la votación del Parlamento croata para separarse de la SFRY el 20 de febrero de 1991, la Asamblea Municipal de Pakrac votó a favor de rechazar la resolución parlamentaria y anexar la Municipalidad a la llamada SAO Krajina. El líder local del SDS Veljko Džakula pidió una sesión especial de la Asamblea Municipal. Ésta, declaró su anexión a la SAO Krajina, que la policía local pasaba a depender del ministerio del interior de esa entidad y que se debía desarmar a la población. Esa decisión fue revocada por la corte constitucional croata el 28 (la que fue ignorada por los serbocroatas).10
En marzo de 1991 se produjo un serio incidente en Pakrac que revistó importancia por ser el primero entre fuerzas croatas y serbias.
Ante el fuerte aumento de tensiones, el 12 de agosto de 1991, en la sesión del comité del SDS de Eslavonia Occidental, se promulgó la creación de la Región Autónoma Serbia de Eslavonia Occidental (SAO-ZS). En esa sesión fue elegido presidente de la SAO ZS, Veljko Džakula. En el momento de la declaración, comprendía Pakrac, Daruvar, Grubišno Polje, Podravska Slatina, partes de Orahovica y Okučani.3 Este levantamiento se concretó, inicialmente con el emplazamiento de barricadas en sectores controlados por los serbocroatas y la movilización de la estructura militar.

## Fuerzas en Presencia.

### Fuerzas Serbias y yugoslavas
Las Fuerzas de Defensa Territorial (TO) y las tropas del Ejército Popular Yugoslavo (JNA) combatieron conjuntamente dado que tenían el mismo objetivo, la unidad de Yugoslavia. El 5.° Cuerpo del JNA combatió en la parte sur de la Región Autónoma Serbia de Eslavonia Occidental, más precisamente hasta Dereza en el norte de la entonces Municipio de Pakrac. Al norte, las milicias serbias locales se organizaron en la Defensa Territorial y junto con voluntarios serbios de otras áreas de Yugoslavia.

#### Fuerzas de Defensa Territorial - TO
Al inicio de la confrontación interétnica, los serbios buscaron organizar sus fuerzas sobre estructuras previas. Estas eran las fuerzas de defensa territorial y brigadas partisanas a movilizar dentro de la estructura del Ejército Popular Yugoslavo (JNA) (idea proveniente de la Segunda Guerra Mundial). Su fuente de provisión de armas fueron los depósitos del JNA distribuidos en la región, fundamentalmente el cuartel Polom, en Doljani, al sur de Daruvar.

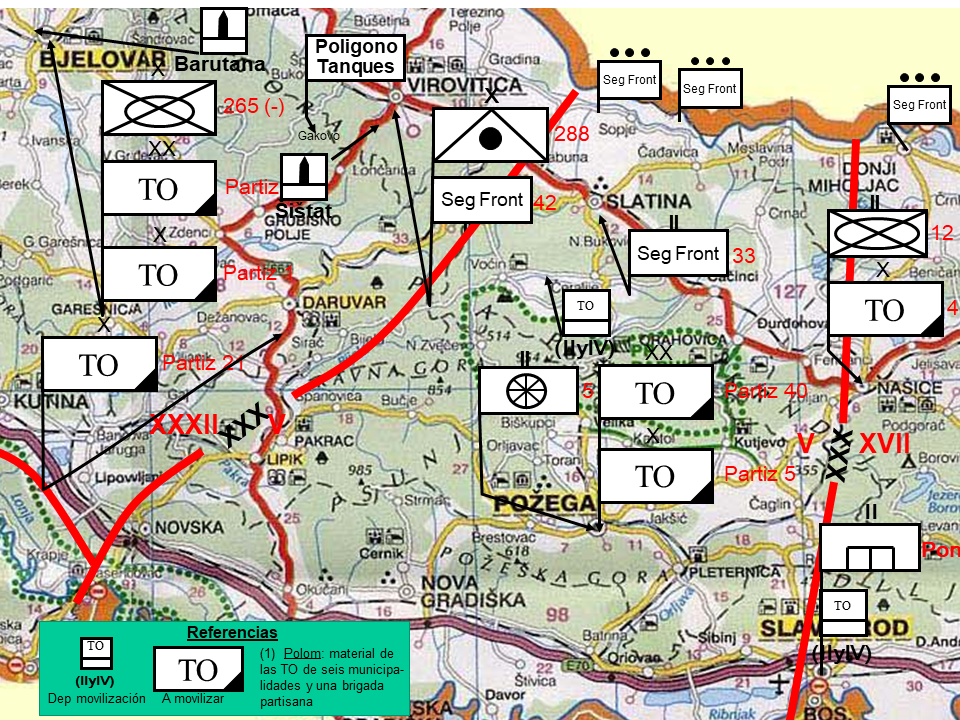
Instalaciones del JNA antes de la Guerra de la Independencia Croata

Las primeras milicias serbias en el área de Pakrac constaron de unos 30 miembros. De acuerdo a los datos disponibles de inicio de septiembre de 1991, 7800 milicianos estaban armados en Eslavonia occidental.
Bajo un comando único, a mediados de 1991 se constituyeron las TO - Teritorijalna Obradna de Eslavonia Occidental. Dependiendo del Comando de las TO de la SAO ZS se encontraban siete comandos municipales de las TO: Pakrac, Daruvar, Grubišno Polje, Podravska Slatina, Slavonski Požega, Okučani y Novska (se presupone que al 02 Set 91 estaba desbandado).  Inicialmente, el Puesto Comando de las TO - SAO ZS se ubicó en la villa de Donji Borki, en proximidades de Daruvar. A fines de octubre, se trasladó al complejo hotelero Rade Končar en Novo Zvečevo (Papuk), junto al gobierno de la SAO. El comando funcionó allí hasta el 14 de diciembre, cuando tropas croatas ocuparon el lugar.
En octubre, el comando de la TO Pakrac se encontraba en la aldea de Španovica (Novo Selo). Su jefe era Jovo Vezmar, antiguo jefe de la estación de policía de Pakrac. Contaba con 3 batallones (13 compañías) encuadrando 1740 combatientes. Para el 7 de diciembre, su efectivo había aumentado a 2.255.

#### Ejército Popular Yugoslavo

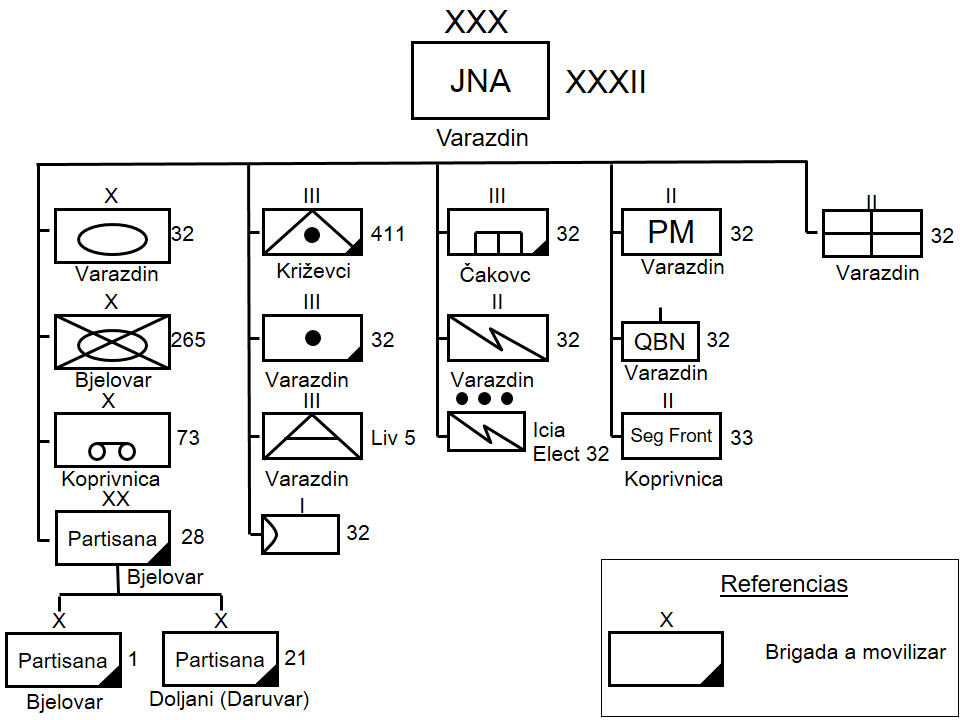
Orden de batalla del Cuerpo XXXII de Ejército JNA al inicio de 1991.

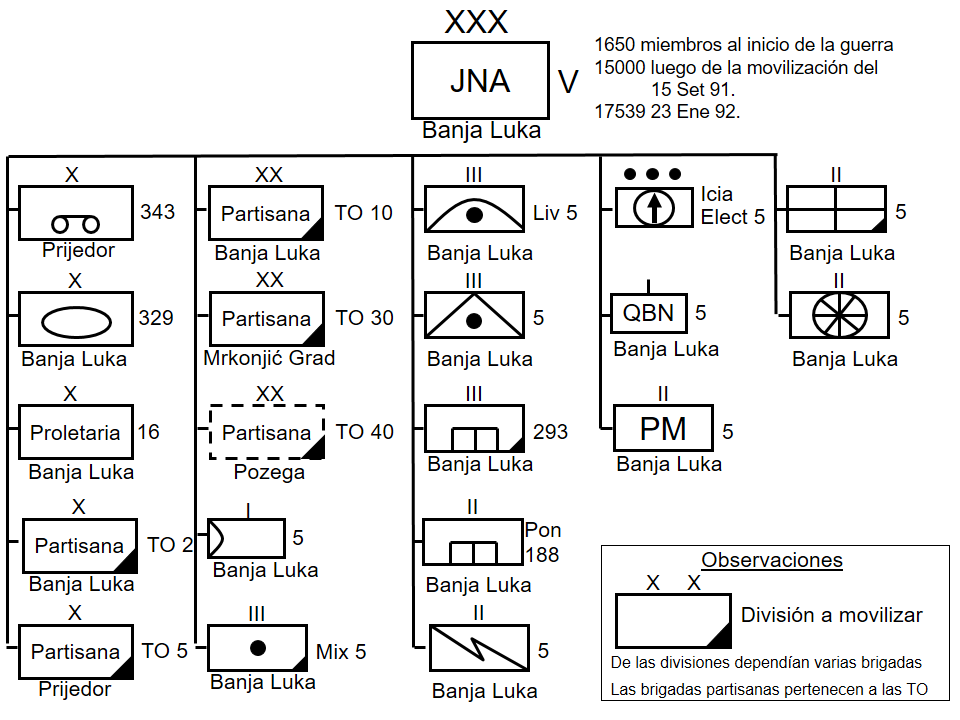
Orden de Batalla del Vto Cuerpo de Ejército JNA. al inicio de 1991.

Antes de la Guerra de Croacia, el área de Pakrac se encontraba en el sector de responsabilidad del 5.° Cuerpo del Ejército Popular Yugoslavo (JNA). Sin embargo, no había un cuartel permanente en la ciudad siendo el más próximo el de Doljani (Cuartel Polom) y perteneciente al 32.° Cuerpo.
El JNA se hace presente en el área al inicio de las acciones. En marzo, durante el Enfrentamiento de Pakrac, un batallón de la Brigada Mecanizada de Bjelovar estuvo en la ciudad hasta fin de ese mes.
Al día siguiente del inicio de la confrontación abierta en Okučani también estuvo un batallón procedente de la misma brigada. El 17 de agosto de 1991, un Batallón de la 265.° Brigada Mecanizada de Bjelovar con 350 soldados y 25 vehículos de combate bajo el mando del Teniente Coronel Milan Čeleketić (Jefe de Estado Mayor de la Brigada) llegó a esa ciudad. En ambos casos, su postura inicial fue de desempeñarse como colchón entre las partes aunque en la segunda oportunidad se puso del lado serbio.
El 2 de septiembre cruzan el río Sava las tropas del 5.° Cuerpo del JNA procedentes de Banja Luka (Brigada 329), deteniéndose sobre el canal Strug. El 19 de septiembre, el 1.er Distrito Militar (Belgrado), con responsabilidad en la mayor parte de Bosnia y en el este de Croacia, ordenó una ofensiva militar. Para ello, el 5.° Cuerpo, reforzado con las brigadas motorizadas 130 y 544, debía atacar en la línea Okučani - Daruvar - Virovitica y fuerzas menores en dirección Okučani - Kutina, en cooperación del 12.° Cuerpo y la 1.° División de Infantería Mecanizada de Guardia, con el objetivo de dividir Eslavonia, alcanzar la frontera con Hungría y desbloquear las guarniciones del JNA en la región. Contactaría otras fuerzas provenientes de Bosanski Brod y Vinkovci. Su objeto era desarmar las fuerzas paramilitares, ocupar el sector y desbloquear las fuerzas en Varazdin (que caerá el 22).16
Al poco de iniciada, la operación ofensiva perdió su ímpetu. Finalizando septiembre, arribó a los alrededores de Pakrac la fuerza del JNA proveniente de Banja Luka llegando solo hasta las alturas que rodean la ciudad. El territorio más al norte, como Slatina, Daruvar y Grubišno Polje, fue defendido solo por miembros de las TO locales.12 Las posiciones del JNA más avanzadas estuvieron en Dereza.
A inicios de diciembre, los efectivos del JNA en Eslavonia Occidental eran de alrededor de 27.000. Entre ellos se encontraba la Brigada Blindada 329, la Brigada Motorizada 343, la Brigada Partisana 2, la Brigada Partisana 5, la Brigada Partisana 6 (en Jasenovac), la Brigada Proletaria 16, las brigadas de Infantería 14 (arribada última semana de octubre) y 5, la Brigada Motorizada 125, un batallón de la 3ta Brigada Proletaria de Novi Sad y la Brigada de Infantería 13 de Užice. Las mismas no se encontraban permanentemente en la zona sino que eran relevadas periódicamente. Se desconoce cuántos eran los combatientes serbios y del JNA en Pakrac pero los defensores estiman que 10.000.

### Fuerzas Croatas

#### Primeras fuerzas de defensa
La organización de la defensa en la zona de Pakrac comenzó en enero de 1991, cuando se estableció el Destacamento de Voluntarios Desarmados en Badljevina, que en ese momento contaba con 52 miembros. El establecimiento de destacamentos de voluntarios desarmados se intensificó luego del Enfrentamiento de Pakrac de principios de marzo de 1991. En junio de 1991 se estableció en Prekopakra el Destacamento de Voluntarios Desarmados de 252 miembros.
Inicialmente, la estructura defensiva de la ciudad estuvo a cargo de la estación de policía local con refuerzos consistentes en unidades de Policía Especial dependientes del Ministerio del Interior provenientes de Bjelovar, Kutina y Zagreb. A ellos se sumaron voluntarios civiles. En la segunda mitad de agosto de 1991, Stipe Širac, un capitán de la reserva del JNA, organizó un comando independiente de la Guardia Nacional Croata (ZNG) consistente en cinco agrupamientos o compañías de voluntarios: Inicialmente. el destacamento estaba legalmente adscrito al 56.º Batallón ZNG de Kutina.
- 1.ª Compañía: Lipik.
- 2.ª Compañía: sur, oeste y centro de Prekopakra.
- 3.ª Compañía: parte norte de Prekopakra, Matkovac y Krndija.
- 4.ª Compañía: Badljevina.
- 5.ª Compañía: Poljana.
- Grupo técnico de construcción de blindados en Prekopakra (Matkovac)[20]

El destacamento ofreció resistencia contra los ataques serbios. Participó en la acción de evacuar el hospital psiquiátrico de Pakrac el 29 de septiembre de 1991. En esos días, el 5.° Cuerpo (Banja Luka) del JNA llegó a las laderas sur, este y noreste de Pakrac y Lipik. El 15 de octubre de 1991, se estableció la Jefatura de Defensa Territorial de la Municipalidad de Pakrac.
Posteriormente se agregarán otras unidades del ZNG como la 105.ª Brigada en septiembre a la defensa de Pakrac.

#### Batallón Independiente 76 - Pakrac
El Batallón Independiente 76 - Pakrac fue formalmente establecido el 28 de octubre de 1991. Su área de responsabilidad se extendía en la línea Poljana - Gaj - Kukunjevac - Dobrovac - Lipik - Filipovac - Pakrac - Omanovac - Badljevina y en la profundidad en la línea Donja Obrijež - Kapetanovo Polje - Brekinska. Contaba con seis compañías, cada una de 100 / 120 miembros. El efectivo del batallón era de aproximadamente 700 combatientes y 500 personas de apoyo.
Su comandante fue Stjepan Klasnić y sus segundos Marijan Kulhavi-Foka (muerte en combate 29 de diciembre de 1991), Drago Skalnik-Brzi (hasta el 10 de abrol de 1992) y Josip Huška-Gonzo.
Las zonas de responsabilidad de las compañías para la defensa eran:
- 1.ª Compañía: línea Dobrovac - Lipik - Filipovac.
- 2.ª Compañía: línea Filipovac - puente grande de Pakrac.
- 3.ª Compañía: desde puente de Pakrac a Mala Krndija, incluyendo Zukva, las aldeas de Novi y Stari Majur y Matkovac.
- 4.ª Compañía: de Omanovac a Badljevina a la aldea Miljanovac.
- 5.ª Compañía incluía las aldeas de Poljana, Antunovac, Gaj, Brezine, Brekinsko y Marino Selo. Mayormente, tenida como reserva.
- Elemento de artillería.[11]
- Elemento de apoyo logístico en Obrijež[20]

## Hechos anteriores a la Guerra

### Período Abril de 1990 al enfrentamiento de Pakrac
Luego de las elecciones de abril de 1990, se establecieron en la ciudad el HDZ croata y el SDS serbio. El primer mitin de este último el 16 de junio fue en Gavrinica (sector sur de Pakrac, de mayoría serbia) con unos 10000 asistentes. El 18 de agosto, se producen los primeros disparos con armas de fuego en Pakrac un día antes del primer mitin del HDZ al cual asistieron unas 7000 personas.
Las Fuerzas Especiales del Ministerio del Interior Croata intervinieron por primera vez en la ciudad la noche del 28 al 29 de noviembre de 1990 cuando se izó la bandera Yugolava en el edificio de la municipalidad y en el de policía. Después de las negociaciones telefónicas, el comandante de policía Pakrac, Jovo Vezmar, ordenó izar la bandera yugoslava con la croata. Esto originó una manifestación serbia y disparos de armas de fuego.
El período estuvo nutrido de acontecimientos políticos. El 22 de diciembre de 1990, el Parlamento Croata dictó la constitución de la República. El 4 de enero se estableció el Ministerio del Interior de la SAO - Krajina en Knin. El 22 de febrero, la Asamblea Municipal decidió la incorporación de la municipalidad de Pakrac a la SAO Krajina separándose de Croacia.

### Incidente de Pakrac de Marzo al inicio de la guerra de Independencia de Croacia
El Enfrentamiento de Pakrac o Batalla de Pakrac (en croata, Bitka za Pakrac), fue un incidente armado sin derramamiento de sangre que tuvo lugar en marzo de 1991. Su origen está en el incremento de las tensiones interétnicas en Croacia durante la disolución de Yugoslavia.
Su comienzo se produjo luego de que los serbocroatas les tomaran la estación de policía y el edificio municipal de la ciudad a las autoridades croatas el 1 de marzo. Éstas reaccionaron al día siguiente enviando a la Policía Especial del Ministerio del Interior para restablecer el control. La lucha estalló entre los dos bandos al día siguiente. A pesar del arribo al lugar de una unidad del Ejército Popular Yugoslavo el día 2, fue el gobierno croata el que reafirmó su control sobre la ciudad. Se llegó a un acuerdo para retirar a la policía especial y al JNA, lo que restableció una tensa calma en la localidad.
Si bien hubo un importante uso de armas de fuego, solo hubo dos heridos leves del lado croata. Los rebeldes serbios se retiraron hacia las alturas del sur de la ciudad. Posteriormente a los incidentes, una serie de hechos se desarrollaron indicando una progresiva escalada de las tensiones y de la violencia interétnica:
- El 12 de mayo, se celebró un referéndum en el municipio de Pakrac sobre la adhesión de la SAO Krajina en la cual triunfa la postura favorable. Los croatas se abstuvieron.
- Del lado croata, el 19 de mayo, se llevó a cabo un referéndum en toda la república para la independencia de Croacia, donde el 94 % de los votantes abogaron por la independencia. En este caso, son los serbios los que se abstuvieron.
- En la noche del 20/21 de mayo se detonaron explosivos en la iglesia católica de San José. En protesta, unos 200 croatas realizaron una marcha frente a la Iglesia al día siguiente incrementando las tensiones mientras que los serbios, en la ruta Lipik - Donji Čaglić instalaron barricadas y colocaron explosivos en la línea ferroviaria Pakrac - Banova Jaruga. Ante la situación, la Unidad Especial de Policía Omega fue enviada a Pakrac permaneciendo allí hasta el 5 de junio.[3]
- El 27 de mayo de 1500 serbios de Pakrac realizaron un mitin frente al edificio de la municipalidad para exigir la unificación con la Región Autónoma Serbia de Krajina. Estos colocaron la bandera serbia en el edificio. Luego de la reunión, los policías retiraron la bandera y recibieron fuego. Por la noche, nuevamente fue colocada la bandera serbia que permaneció allí hasta el 30, cuando se produce una manifestación croata en el lugar.[3]
- El 30 de mayo de 1991 se realizó un acto croata por el primer aniversario de la independencia. Tuvo lugar frente al edificio municipal haciendo uso de la palabra el Dr. Ivan Šreter, presidente de la HDZ local.
- Después de distintos hechos bandálicos, grafitis, tiroteos nocturnos y explosiones, comenzaron los hechos de sangre en el municipio. La primera víctima fue un policía croata mientras hacía un control de tránsito en Omanovac el 9 de junio de 1991.[22] El 16 de julio de 1991, en el centro de Lipik, una patrulla policial croata recibe fuego siendo uno de ellos muertos y dos heridos.[3]
- El 12 de agosto de 1991, en la sesión del comité del SDS de Eslavonia Occidental, se promulgó la creación de la Región Autónoma Serbia de Eslavonia Occidental (Sprska Autonomna Oblast - Zapadna Slavonija - SAO-ZS). En esa sesión fue elegido presidente de la SAO - ZS, Veljko Džakula. En el momento de la declaración, comprendía Pakrac, Daruvar, Grubišno Polje, Podravska Slatina, partes de Orahovica y Okučani.[11]
- El 14 de agosto, los primeros enfrentamientos ocurrieron en Eslavonia Occidental. Ese día, tropas de policía croata ingresaron a Okučani, localidad mayormente serbia, donde se vivía una tensa calma. Lo hacen con vehículos blindados recibiendo fuego de un proyectil antitanque. Ante la huida de los pobladores, las Fuerzas de Defensa Territorial (TO - Teritorijalna Obradna) - Okučani arriban desde las alturas Psunji con el objeto de expulsar a los croatas del lugar. A los dos días lo logran. Posteriormente, llegó al lugar una unidad de tanques del JNA para hacer de colchón entre las partes.[11]
- El 18 de agosto de 1991, en Kukunjevac, al oeste de Pakrac, los serbios detuvieron el automóvil del Dr Ivan Šreter, quién aun (2020) permanece como desaparecido.[11]
- A partir del 19, el conflicto se extendió con las municipalidades de Pakrac, Daruvar, Grubišno Polje, Slatina, Daruvar y otros lugares, contra las TO que toman posiciones en villas predominantemente serbias. De esta manera, la guerra se extiende en toda la región[23]

## Desarrollo de laGuerra de la Independenciaen Pakrac y alrededores

### Inicio de la guerra. Ataque Serbio a la ciudad

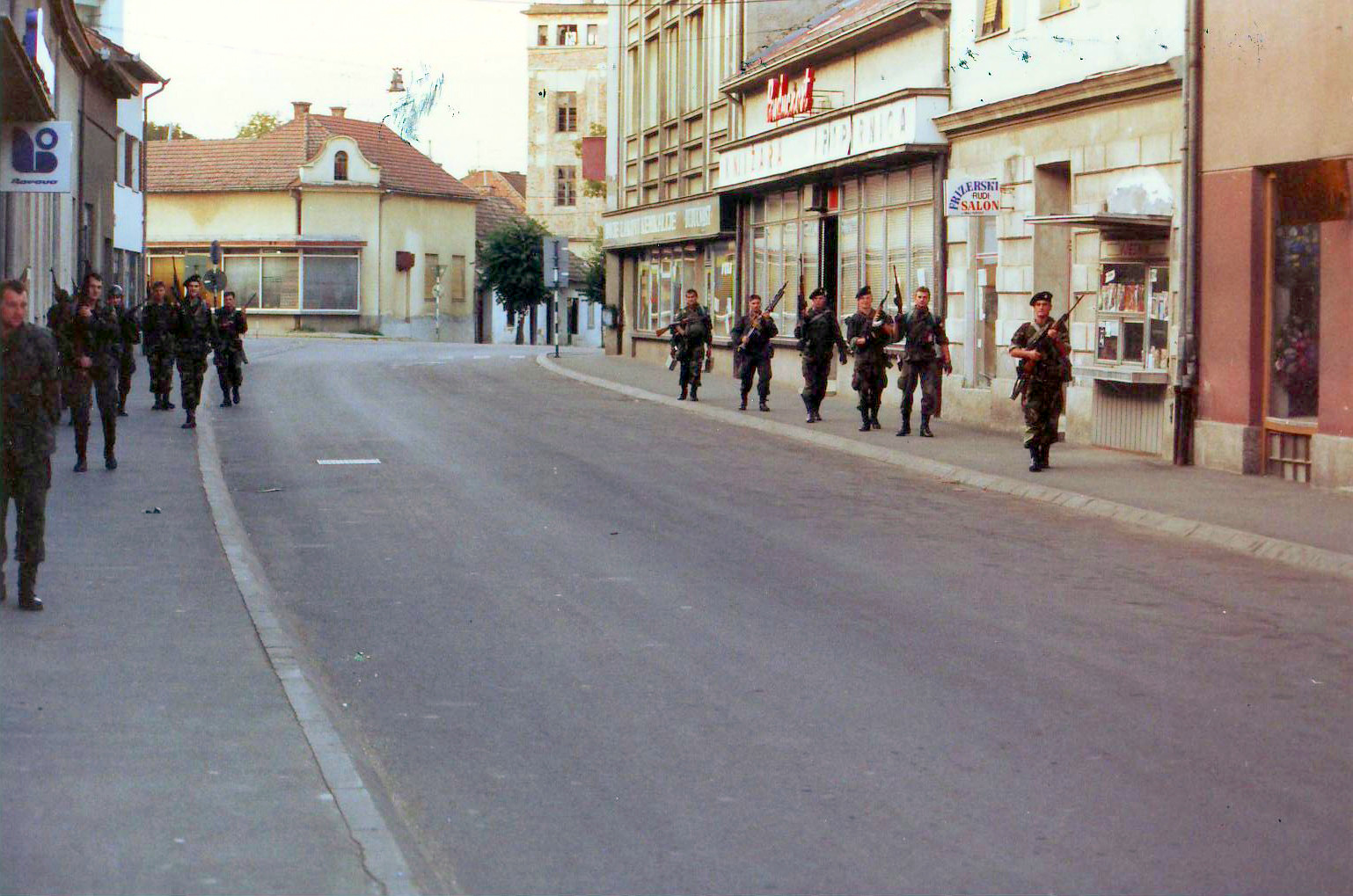
Miembros del Unidad de Policía Especial Omega de BjelovarBjelovar ingresando a Pakrac el 19 de agosto de 1991.

Entre el 17 y 18 de agosto de 1991, la mayoría de las familias serbias abandonaron la ciudad de Pakrac moviéndose al sector sur. El ataque se inició el 19 a las 0500 horas con fuego de morteros sobre Krndia (parte norte de Pakrac, predominantemente croata), Prekopakra, Dobrovac y Filipovac. Las policía se había retirado de sus instalaciones dado que a aproximadamente 0300 hs ya había habido un ataque en Daruvar. A las 0700 se inició el fuego de fusilería que durará todo el día. El ataque fue comandado por Nikola Dragušin, entonces comandante de las TO Pakrac e incluyó el ataque de personal a pie al hospital local y secuestro del Dr. Vladimir Solar.
Solo 90 policías constituían la defensa de Pakrac. Éstos fueron ayudados por civiles, mayormente de Prekopakra, dotados con armamento de caza y fusiles antiguos. La defensa se desplegó, en su mayoría, dentro de la comisaría y el edificio municipal. Alrededor de las 16.30 horas, los serbios lograron desalojar a los policías del edificio municipal.
Los refuerzos consistentes en fracciones de la Policía Especial de Bjelovar (160 hombres), la Unidad Antiterrorista Lučko (Zagreb) y policías de Kutina arribaron a las 1830 logrando expulsar de la ciudad a los atacantes hacia sus posiciones iniciales aproximadamente a las 2300.
A la mañana siguiente, 20 de agosto, los miembros de la Policía Especial avanzaron hacia el cerro Calvario y Gavrinica, controlado por los serbios. Estas se retiran después de una hora. Al día siguiente, el 21, la Unidad Antiterrorista de Lučko se retiró de Pakrac al igual que parte de la Omega (repliegue que se completa el 2 de septiembre). Entre el 25 de agosto hasta el 2 de septiembre permanecieron como refuerzo dos secciones de policía de Bjelovar y Koprivnica. En ese período, se demolieron dos puentes sobre el río Pakra en Lipik y Subocka como previsión una penetración de tanques desde Okučani.
Debido a la situación política en el municipio, el Gobierno de la República de Croacia disolvió la Asamblea Municipal el 28 de agosto, destituyó al Consejo Ejecutivo y nombró un comisionado para Pakrac.

### Enfrentamiento de Kusonje
El 2 de septiembre, el ZNG desplegó la Compañía A del 1.e Batallón de la 105.a Brigada de Infantería en Pakrac para reforzar las defensas de la policía en el área. La violencia en Eslavonia Occidental estalló una vez más el 3 y 4 de septiembre, cuando las milicias serbias atacaron las aldeas de Četekovac, Čojlug y Balinci al sur de Slatina matando a dos policías y 21 civiles. La compañía asumió un rol de reserva, la cual reaccionaría en situaciones críticas. Por esa razón, recibió un vehículo improvisado construido en Prekopakra.
El 8 de septiembre, una sección de la Compañía A compuesta por 19 miembros fue enviada a Kusonje en el vehículo blindado improvisado. Aproximadamente a las 0730, el vehículo fue emboscado por las tropas serbocroatas siendo impactado por un cohete antitanque. Las tropas de la ZNG lo debieron abandonar refugiándose en la casa número 55, cercana al lugar de impacto. Allí comenzaron la resistencia.
Cuando se enteró de la emboscada, la ZNG desplegó una fuerza para extraer a la sección emboscada. La fuerza de apoyo consistió en el resto de la Compañía A con el apoyo de la Unidad de Policía Especial Omega, la policía de reserva y los refuerzos de ZNG de Virovitica. Esta fuerza no pudo llegar a los emboscados, que se estaban quedando sin municiones. El estancamiento continuó hasta la mañana del 9 de septiembre, cuando las fuerzas serbias usaron explosivos para demoler una parte de la casa donde los cercados habían buscado refugio. Once miembros habían muerto durante los combates. Los siete restantes, que se habían quedado sin municiones, se rindieron a las fuerzas serbias que habían rodeado la casa y luego fueron asesinados por sus captores.
Como la fuerza que fue enviada para reforzar y extraer el pelotón de reconocimiento tuvo más bajas, el total de pérdidas croatas en la lucha y sus consecuencias inmediatas ascendieron a 20 muertos. El destino del pelotón de reconocimiento no fue conocido de inmediato por las autoridades croatas o los familiares durante meses. Los detalles de sus muertes se dieron a conocer en diciembre de 1991. Las fuerzas croatas recobraron Kusonje el 30 de diciembre en Operación Papuk - 91, y sus cuerpos fueron exhumados el 28 de enero de 1992. Junto con los soldados, también se exhumaron los cuerpos de 23 civiles una fosa común próxima a Brusnik. Los soldados volvieron a enterrarse en Bjelovar el 5 de febrero de 1992. Según los informes de inteligencia de JNA, durante el período desde la exhumación hasta el reingreso, 32 casas de propiedad de serbios en Bjelovar fueron demolidas como retribución por los asesinatos.
Dos años después del enfrentamiento, el 8 de septiembre de 1993, se hizo una ceremonia en el lugar de los hechos para homenajear a los muertos. En el momento de colocación de una corona de flores explotó una mina perdiendo la vida dos personas mientras una docena resultó herida.

### Ofensiva del JNA y primer bloqueo a Pakrac. 26/28 de septiembre de 1991.
Los croatas que se defendían en Pakrac y Lipik estaban prácticamente rodeados. El único camino que disponían era el de Matkovac - Batinjani - Donja Obrijež, que se encontraba bajo constante amenaza. El 16 de septiembre, fuerzas serbias de Gornja Obrijež atacan con mortero a D. Obrijež y Veliki Banovac. El 18, 20 y 23 se encuentran en poder del cruce de Batinjani tropas del JNA.
A fines de septiembre de 1991, Pakrac y Lipik estaban defendidas por unos 220 policías del Departamento de Policía de Bjelovar y una compañía de la ZNG - Pakrac, apoyados por una docena de obuses y unos pocos tanques y vehículos blindados.
El 24 de septiembre, unidades del Vto Cuerpo de Ejército - Banja Luka del JNA arribaron a los alrededores de Pakrac modificando la situación táctica (343.° Brigada Motorizada). Del 24 al 26, los serbios cortaron las salidas de la ciudad. El bloqueo estaba en Kukunjevac, Toranj, Batinjani y Gornja Obrijež y en el ingreso por la ruta principal desde Daruvar.

El 25, el área de Pakrac fue fuertemente atacada, provocando muchos de heridos graves a evacuar y que los defensores estuviesen al final de su disponibilidad de munición. Ello incluía a los heridos, enfermos y enfermos mentales del hospital. La situación croata era desesperante. Esa tarde, el jefe de la estación de policía de Pakrac, Vjekoslav Mudrić, escribió a sus superiores: 
El Centro Médico Pakrac ha sido evacuado y no hay posibilidad de atender a los heridos. Los medios técnicos de nuestras unidades son insuficientes, se están agotando municiones de todo tipo y calibre. Es necesario asegurar la llegada urgente de refuerzos, artillería y unidades blindadas. Pakrac no tiene electricidad, agua, teléfono, gas ni posibilidad de proporcionar alimentos. La comida seca se está acabando. Buscamos una solución urgente.
El día 26, unos cien miembros de la Unidad de Policía Especial Omega reforzados por una compañía de la ZNG Bjelovar rompieron el bloqueo siguiendo la dirección Kukunjevac - Lipik. El día siguiente, las fuerzas se replegaron en dirección a Daruvar a través de Omanovac, dejando el paso libre.

### Evacuación del Hospital del Pakrac

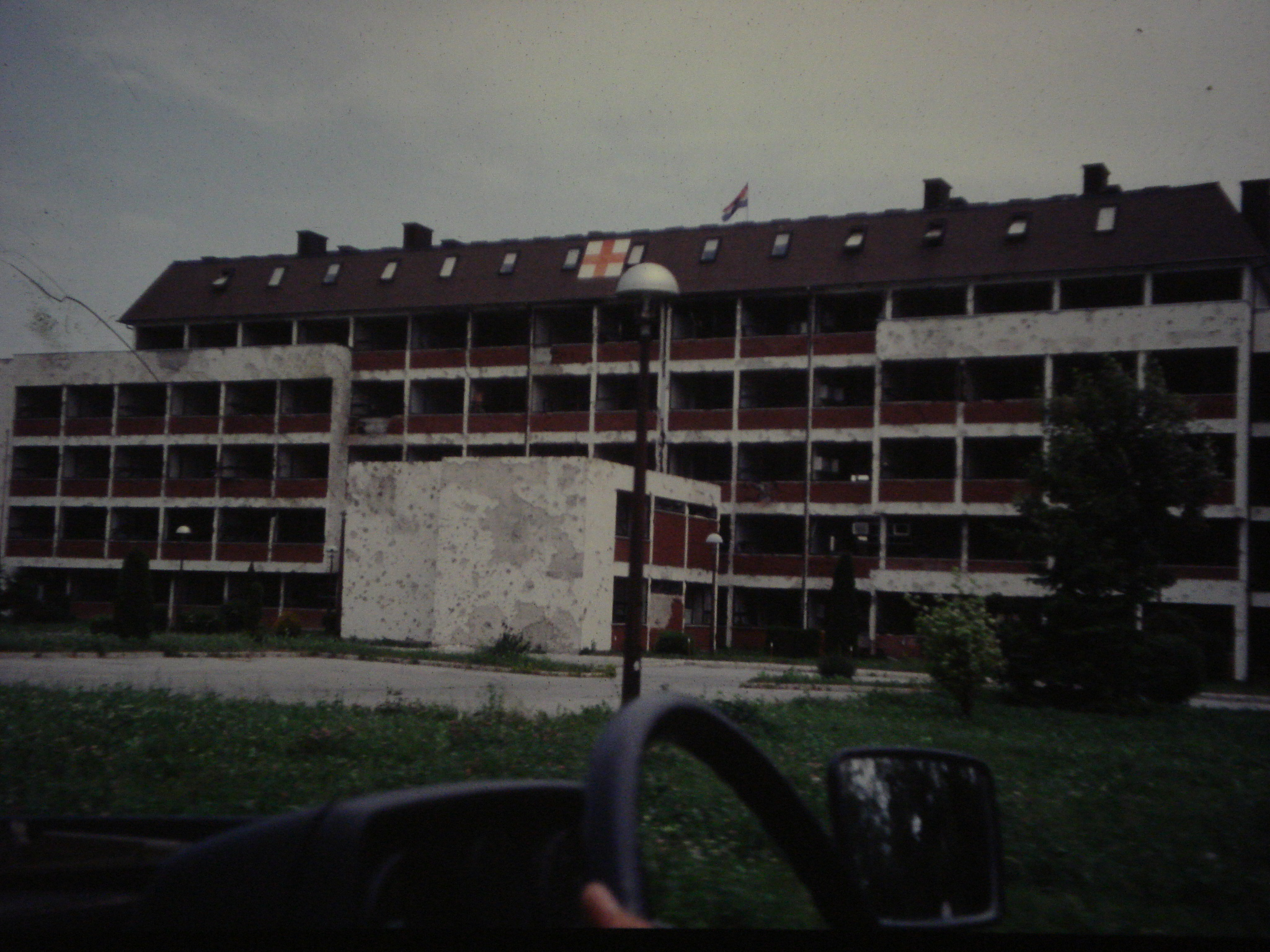
Hospital de Pakrac tal como quedó luego de las operaciones de 1991.

El hospital Pakrac se encuentra a unos ochocientos metros al sur del centro de la ciudad, a unos 800 m frente al sector ocupado por las milicias serbias y el JNA.
En el primer asalto del 19 de agosto de 1991, milicianos serbios ingresaron al hospital y secuestraron a su director, el Dr. Vladimir Solar. La Unidad Antiterrorista Lučko liberó el hospital el mismo día del ataque.
A partir de entonces, las instalaciones del hospital sufrieron un constante fuego de artillería, incluidos los cañones antiaéreos, a pesar del signo claramente marcado de la Cruz Roja.
El 29 de septiembre debido a la situación táctica y los cortes de luz, el hospital debió ser evacuado por la parte posterior (Este), a través del río Pakra.

### Segundo bloqueo de Pakrac. 5 al 10 de octubre de 1991. Combate de Batinjani

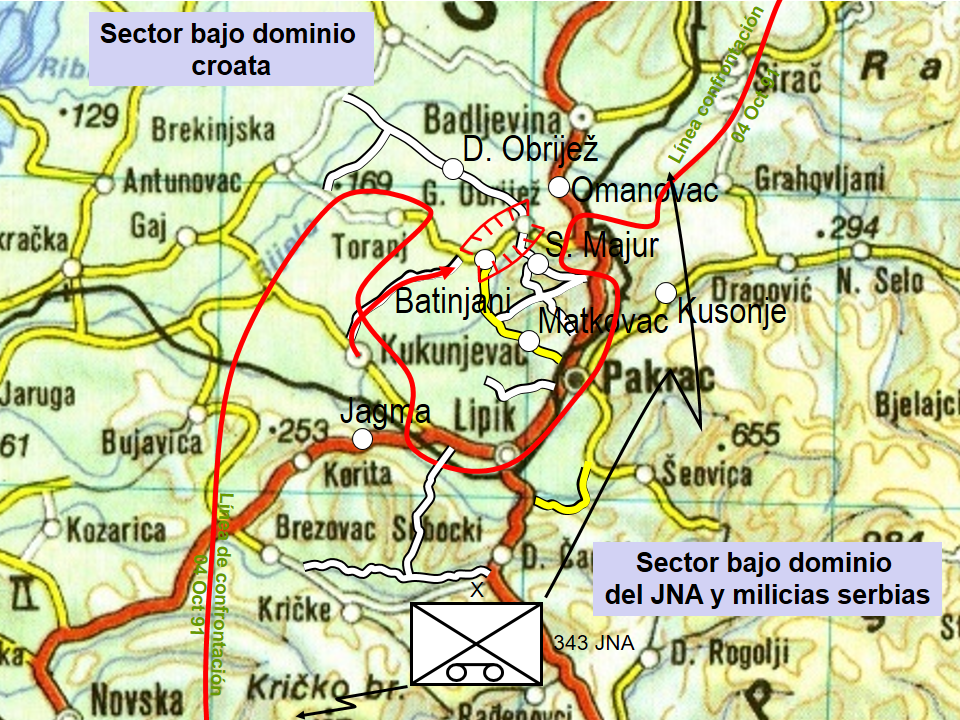
Ocupación de Batinjani el 5 de octubre de 1991.

En la noche del 5 al 6 de octubre de 1991, tropas serbias, partieron de Kukunjevac y ocuparon Batinjani y Gornja Obrijež con dos compañías. De esta manera, cortaron el único camino de abastecimiento disponible entonces para los croatas, rodeando totalmente a Pakrac y a Lipik.
Los yugoslavos aprovecharon el enfrentamiento alrededor de Batinjani y ocuparon parte de las calles Strossmayera, Kalvarija, Pilanski put, Radničko naselje, Calle 30. maja, Vinogradska, Kneza Branimira y brevemente la antigua estación de ferrocarril en Pakrac y entró en la parte de Lipik. al sur del río Pakra.
La reacción fue inmediata. La misma mañana se intentó el desbloqueo con tropas desde Pakrac pero fracasa. En respuesta de la situación, el Departamento Policial de Bjelovar envía noventa miembros de la Unidad de Policía Especial Omega. Además de ellos, fue enviada una fracción del Batallón 52 de Daruvar y policías y voluntarios de Badljevina aunque sin éxitos.
El 9 de octubre, tropas policiales provenientes de Zagreb y Bjelovar, reforzadas con tanques, atacaron la aldea de Toranj desde la dirección de Brekinska. Toranj, Mali Banovac, Batinjani y Gornja Obrijež fueron liberados. Los serbios se replegaron hacia Kukunjevac y Dereza2. El ataque continuó hacia Kukunjevac permitiendo levantar el bloqueo y reforzar las defensas de Pakrac. Más tarde reemplazó a la policía la 104.ª Brigada Varaždin del Ejército Croata hasta finales de octubre cuando se crea 76.° Batallón Pakrac.
El ataque a Lipik del 11 de octubre tornó a situación como alarmante, por lo que a Zona Operativa de Bjelovar fortalecieron la defensa de Lipik y Pakrac con todas las fuerzas disponibles. Entre los refuerzos enviados se encontraba la 105.ª Brigada del ZNG, que fue movilizada y enviada al rescate el 13 de octubre. Llegó con 700 efectivos y se desplegó en las aldeas de Uljanik, Duhovi, Antunovac, Pakračka Poljana y Marino Selo y a lo largo de los tramos de Gornja Obrijež - Batinjani y Prekopakra. Con los refuerzos, la situación en Lipik y Pakrac mejoró, especialmente después fracciones del 56.° Batallón Independiente, de la 105.ª Brigada del ZNG y policía ocuparon la aldea de Bujavica el 14 de octubre.

### Combates en Lipik
Al inicio de la guerra de Croacia, la situación en Lipik era relativamente calma. La ciudad se mantuvo en manos croatas en el inicio del levantamiento serbio. Sin embargo, el 19 de agosto de 1991 cayeron las primeras granadas de artillería. La calma finalizó cuando el 28 de septiembre, tropas del 5.ª Cuerpo Yugoslavo de Banja Luka ocuparon Donji Čaglić. El 6 de octubre, las tropas del JNA alcanzan al río Pakra. El mismo día, los atacantes bloquearon la ruta en Kukunjevac y Batinjani, llevando a Lipik y Pakrac a un cerco completo.
El 11 el JNA inició el cruce del río y al día siguiente infantería y tanques ocuparon la mitad sur de la ciudad (Batallón 4 de la Brigada 343 - Prijedor), por lo que los defensores se repliegan a Filipovac. Con refuerzos, la Guardia Nacional Croata vuelve a la mitad este de Lipik a mantener el contacto. Los serbios, debido a sus bajas no continúan al avance.
El 14 de octubre, miembros del Batallón Independiente 56 y miembros de la Policía Especial liberaron la aldea de Bujavica, punto más alejado que alcanzaron los serbios en la municipalidad.
El 28 de noviembre, el JNA reinició las acciones ofensivas empleando tanques y artillería de la 63 Brigada Paracaidista. Los croatas fueron expulsados totalmente de la ciudad por lo que se repliegan a Filipovac, donde se restablece la defensa. Dobrovac y Kukunjevac estaban ocupadas por los serbios.

### Creación del Batallón Independiente 76 - Pakrac
Los orígenes del Batallón Independiente 76 se encuentran en el 9 de junio de 1991 cuando un policía fue asesinado en Omanovac. Por esa razón, en una reunión en la escuela regional de Prekopakra, una fuerza de protección local para la municipalidad de Pakrac fue establecida con Stipe Širac, un capitán de la reserva del JNA, como comandante. En la segunda mitad de agosto de 1991, Stipe Širac, organizó un comando independiente de la Guardia Nacional Croata (ZNG) consistente en cinco agrupamientos de voluntarios.
El 15 de octubre de 1991, se estableció el Cuartel General de Defensa Territorial del Municipio de Pakrac, y Antun Brkljačić fue nombrado su jefe.
El Batallón Independiente 76 - Pakrac fue formalmente establecido el 28 de octubre de 1991 por decisión del ministro de defensa. Su presencia fue fundamental para la defensa del área. Con el incremento de personal y material se vio la posibilidad de establecer una estructura mayor a la existentes, de cinco compañías y una fracción de apoyo de fuego semiindependente. Sus integrantes eran voluntarios locales pertenecientes a la ZNG los que operaron en coordinación con las policías presentes en la ciudad.
Con el arribo de UNPROFOR y el establecimiento de la UNPA (United Nations Protected Area) desmilitarizada, el 10 de julio de 1992, el Batallón fue desmovilizado integrándose al Regimiento 52 de Daruvar hasta la operación Bljesak.
Sus bajas durante la guerra fueron 87/88 muertos y más de 300 heridos.

### Recuperación Croata de Lipik

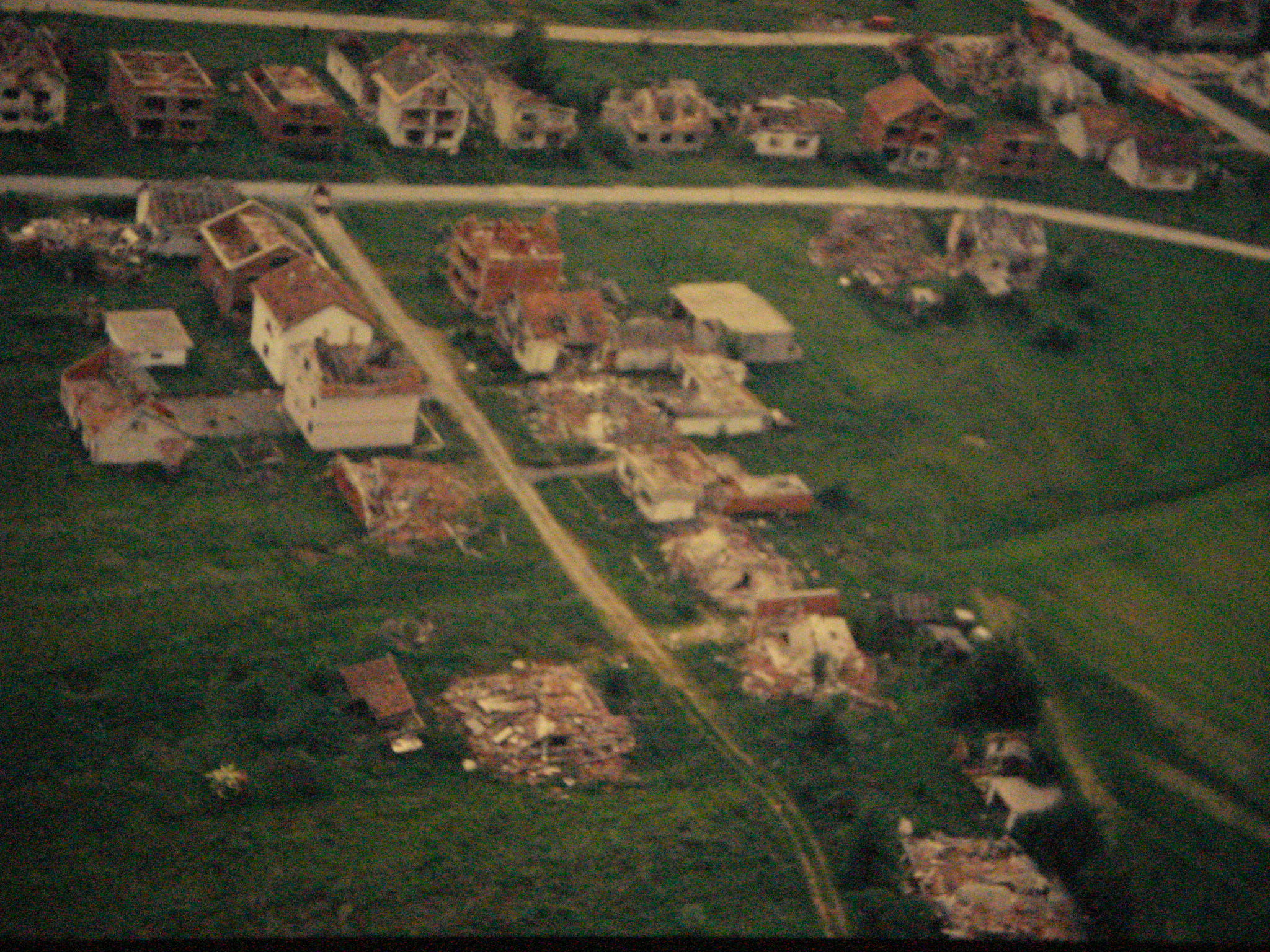
Vista aérea sector sur de Lipik. Consecuencias de la guerra. Toma invierno de 1994.

A principios de diciembre de 1991, las fuerzas croatas iniciaron la lucha para la liberación de las partes ocupadas de Pakrac y de las localidades aledañas. El 5 de diciembre, iniciaron la operación “Orado” para la recuperación de la ciudad de Lipik. El ataque lo realizan unos 600 infantes apoyados por artillería y tanques (54 Batallón Independiente; miembros de la Policía Especial y algunos combatientes del 76 Batallón Independiente). El eje de avance principal fue desde Klisa y Filipovac en dirección a Lipik y los secundarios atacaron desde Klisa, Toranj, Batinjani, Mali Banovac y Brezina hacia Dobrovac y Kukunjevac. Los atacantes pudieron ocupar el primer día la parte norte y este de Lipik y Dobrovac cortando los enlaces de los serbios de Kukunjevac y Lipik.
El 6 de diciembre, al mediodía, los croatas ingresaron al centro de la ciudad. Los serbios se replegaron al sur del río Pakra, alcanzando las alturas de Donji Čaglić.
Simultáneamente con el ataque a Lipik, el 5 de diciembre, los ataques contra Dobrovac y Kukunjevac comenzaron como ejes de avance auxiliares. Debido a la fuerte resistencia y la coordinación insuficiente, una parte de Dobrovc fue liberada recién el 7 de diciembre cuando las fuerzas croatas repitieron el ataque.

### Ofensiva Croata en la Municipalidad de Pakrac
El reinicio de las acciones ofensivas croatas junto con la liberación de Lipik obligaron a los serbios a replegarse a la línea Jagma - Donji Čaglić - Japaga. Mientras ello ocurría, Pakrac se consolidaba como una ciudad dividida con las fuerzas croatas reteniendo la parte norte y la mayor parte del centro mientras que los serbios lo hacían en el sur, en el este y al oeste de las laderas de las alturas de Psunj. A los efectos de evitar que la consolidación de lleve a cabo, el comando croata reforzó a partir de 5 de diciembre las fuerzas en el lugar con el objeto de libera toda la ciudad.
Las fuerzas de la Primera Brigada de Guardia de Zagreb, el 7 de diciembre liberan Korita, el 8 Jagma, más al este, y el 9 lo hacen con Subocka. Con estas acciones, la zona occidental del municipio Pakrac fue completamente liberada de serbios. Por lo tanto, las líneas bajo poder del JNA y de las milicias serbias en el área de Pakrac corre por Kovačevac - Donji Čaglić - Šeovica - Japaga - Gavrinica (barrio este de la ciudad) - Pakrac Vinogradi - Kusonje - Dereza.
El Batallón 76 ocupó Šokačka Kusonja el 11 de diciembre de 1991 mientras que una compañía de ese batallón junto con la Unidad de Policía Antiterrorista de Zagreb y la Unidad de Policía Especial de Virovitica ingresaron al barrio serbio de Gavrinica en un intento fracasado de ocupar Vinogradi.

### Acción / Operación "Alfa"

#### Preliminares
Antes del inicio de la Acción (Acija) también denominada Operación (Operacija) "Alfa", el 16 de diciembre se inició la Operación "Maslačak" con el objeto de ocupar Velika y Mala Dereza y Gornja, Srednja y Donji Grahovljani. Participaron el Batallón Independiente 52 - Daruvar, el Batallón Independiente 54 - Čakovec y la 4.ª Compañía del Batallón Independiente 76 - Pakrac. La meta no fue alcanzada. El ataque fue repetido el 20, con igual resultado. Tampoco pudo la 1.ª Brigada de Guardia el 22 contra las aldeas de Kovačevac y Donji Čaglić.
Más al este y en el marco de la operación Papuk - 91, el 17 de diciembre, la Brigada HV 123 ocupó Novo Zvečevo. Al día siguiente, la misma brigada ocupó las aldeas de Klisa, Nježić, Šušnjari, Kruševo, Striježevica, Bogdašić, Amatovci, Kamenski Šeovci, Mihajla y Mrkoplje. A través de esas acciones, el esfuerzo principal se traslada a la aldea de Kamenska, sobre la ruta Kutina - Pakrac como lugar de partida hacia el punto fuerte de Bučje.
El 24, una compañía del Batallón 74 con la Unidad de Policía Especial liberaron Dereza que estaba en poder de la 6.ª Brigada Partisana del JNA. La Brigada 127 - Virovitica junto a la 136 liberó las aldeas de Gornje, Srednji y Donji Grahovljani en las laderas de Papuk.
Al día siguiente fue tomada Kusonje. La localidad estaba vacía con excepción de algunas personas de mayor edad. Ese 25 continuó el avance sobre otras aldeas de la municipalidad de Pakrac en las laderas de Papuk creando condiciones para el ataque al este de Pakrac: Dragović, Španovica, Obrezac, Mijači, Kamenska sobe la ruta Pakrac - Požega
La aldea de Bučje, lugar donde se encontraban instalaciones sanitarias y de detención de las TO Pakrac, fue liberada el 26 de diciembre de 1991, al igual que Donja Šumetlica.

#### Desarrollo
Luego de la toma de Dereza y Grahovljani, el Comando del Sector Operativo Pakrac, lanzó la Operación Alfa el 26 de diciembre. Su objetivo fue liberar el este y sudeste de Pakrac y continuar hacia Okučani. La operación finalizó el 29 del mismo mes y resultó en una derrota croata.
El 26 de diciembre, una fracción del Batallón Independiente 76 avanzó hacia el este de la ciudad posicionándose al oeste del cerro Kalvarija, en el sector de Vinogradi. A la tarde es reforzado con el objeto de continuar el avance. Al día siguiente, las brigadas 127 y 104 conquistaron Gavrinica, Kraguj, Japaga y Šeovica.
El 28 se inició un fuerte contraataque del JNA. Tanques avanzaron desde Kraguj y se realizó fuego de artillería desde Omanovac y Donji Čaglić. Para ello, el JNA empleó un batallón de la Brigada Motorizada 125 y la Brigada de Infantería 134, ambas provenientes de Serbia. Las fuerzas croatas se debieron replegar de Šeovica, Japaga, Gavrinica y de Vinogradi.
La Brigada 127 - Virovitica intentó ocupar ese mismo 29 la aldea de Brusnik pero fracasó finalizándose ese día la operación. Las pérdidas de los croatas fueron altas: 24 muertos, 12 capturados y 61 heridos. Varios civiles también fallecieron.

## Alto el Fuego y Arribo de Naciones Unidas

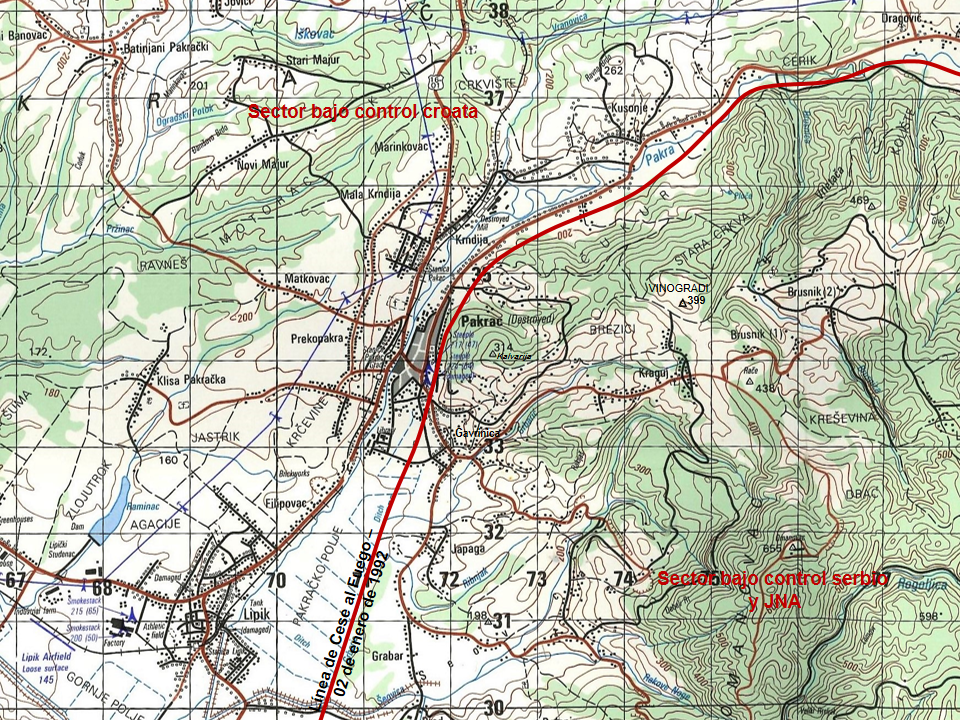
Línea de cese al fuego del 2 de enero de 1991

Después de la firma del Acuerdo de Sarajevo del 2 de enero de 1992, por el cual las partes en conflicto se comprometían un alto el fuego y se permitía el arribo de tropas de Naciones Unidas, la situación tardó en mejorar. Ambas fracciones continuaron ejecutando el fuego con distintos calibres. Por tal motivo, la población civil hizo un lento regreso a sus hogares manteniéndose un alto número de refugiados.
El 26 de febrero de 1992 fue creada la República de Serbia Krajina (Republika Srpska Krajina - RSK) que incluía las regiones / provincias de Eslavonia Occidental, la Oriental, Baranya y Sirmia Occidental y la Krajina. Hasta entonces, éstas eran entidades separadas. La parte sur y este de la entonces municipalidad de Pakrac fue incluida.

### Desmilitarización
En abril de 1992, las tropas de Naciones Unidas (UNPROFOR) comenzaron a llegar a las Áreas de Protección de las Naciones Unidas (United Nations Protected Area - UNPAs). El Acuerdo de Sarajevo establecía una zona desmilitarizada abarcando las municipalidades de Daruvar, Grubisno Polje, Pakrac, este de Novska y oeste de Nova Gradiška. En el lugar, solo la fuerza policial podía estar presente con armas cortas. Ante tal situación, los croatas decidieron retirar sus tropas. Las autoridades de la aun República Federativa Socialista de Yugoslavia decidieron la transferencia de miembros del JNA nacidos en el territorio de Croacia a sus estado de origen. Complementariamente, el Estado Mayor de las Fuerzas Armadas Yugoslavas ordenó el 11 de mayo al comando del Vto Cuerpo, presente en los alrededores de Pakrac, la primera transferencia de unidades del JNA a guarniciones en Serbia. El 17 de junio de 1992, el comando de 1.° Cuerpo de la Krajina (1.KK consistente en el 5.° Cuerpo pero renombrado y entonces dependiente del VRS), ordena concretar la desmilitarización prevista de la Eslavonia Occidental a partir del 20 replegando sus unidades a Bosnia.
El 6 de julio las fuerzas de las TO serbias estaban desmovilizadas y las tropas del 1.KK replegadas, haciéndose cargo UNPROFOR de su responsabilidad.1415 En los alrededores de Pakrac, el material y armamento de los desmovilizados fue colocado en depósitos de Brusnik y de Šeovica 14:
A mediados de 1992, la Republika Srpska Krajina, entidad política conformada en territorios bajo dominio serbocroata, creó el Cuerpo 18 de la Republika Spska Krajina con un comando de brigada en el sector serbio de Pakrac.
En cuanto a las tropas croatas que habían operado en el sector desde agosto de 1991 también fueron desmovilizadas o desplazadas fuera del área que quedaría bajo control de Naciones Unidas (United Nations Protected Area - Sector West). Quedó como seguridad en el sector que se mantuvo bajo el poder croata, la Estación de Policía de Pakrac (bajo dependencia de la Administración de Policía de Bjelovar), al mando de Nikola Ivkanec.
El 7 de julio de 1992, el Batallón Independiente 76 fue desmovilizado (pasó a ser una unidad de defensa local, encubierta) y la 104.° Brigada de Varaždin y el 55 ° Batallón Independiente del HV de Bjelovar abandonaron el área de Pakrac.
En 1994, se abolieron las unidades de defensa local y se estableció el Regimiento de Defensa de la Patria 52 para Daruvar, Grubišno Polje y Pakrac.

### Período de presencia de UNPROFOR
Las tropas de Naciones Unidas establecieron una serie de instalaciones en el municipio a los efectos de cumplimentar con su tarea. Debido a las mismas fueron variando, se listan las desplegadas a mediado de 1994:
- Base Toranj (jefatura de compañía I Mec). 45°29'3.40"N - 17° 6'28.32"E
- Base Hotel - Pakrac (jefatura de compañía y dos secciones). 45°26'20.57"N - 17°11'29.28"E.
  - Base Hospital - Pakrac (dos secciones). 45°25'44.54"N - 17°11'19.27"E.
  - Base Casa Serbia - Pakrac (base de sección). 45°25'40.91"N - 17°11'45.55"E.
  - Check Point - Pakrac  (CP-WA 14). 45° 26′ 03,66″ N, 17° 11′ 45″E.
  - Puesto Observatorio (OP 5). 45°26'17.34"N - 17°11'57.63"E.
  - Puesto Custodia de Magazine Seovica.
- Base Batinjani (jefatura de compañía).
  - Base Lipik (base de sección). 45°24'31.17"N - 17°10'6.40"E.
  - Puesto Observatorio (OP 2) - Donji Čaglić. 45°24'0.86"N -  17°10'7.06"E.
  - Puesto Observatorio (OP 3) - Donji Čaglić. 45°23'46.37"N -  17°10'21.92"E.
  - Check Point (CP- WA12) - Donji Čaglić. 45°23'36.14"N -  17° 9'51.27"E.
  - Check Point (CP- WA13) - Bukovčani. 45°24'0.07"N - 17°11'6.52"E
- Base Španovica (jefatura de compañía). 45°28'19.77"N - 17°17'58.13"E
  - Check Point - Dragović (CP- WA1)
  - Base Gornja Šumetlica (base de sección)
  - Puesto Custodia de Magazine Brusnik.
- Base de Batallón de ingenieros en las caballerizas de Lipizaners (45°24'55.43"N - 17° 8'22.86"E) (contingente Eslovaco)
- Base Livađani (jefatura de compañía)
  - Check Point (WJ - Subocka). 45°22'50.47"N - 17° 7'9.37"E

La presencia de UNPROFOR no aseguró la vuelta a una situación de clama o normalidad. A menudo sucedían disparos de armas portátiles a la tarde y noche, generalmente desde el lado serbio. Eso afectaba seriamente la vida en el sector croata, siendo esa la rutina desde principios de 1992 hasta mayo de 1995.
Sin embargo, ha habido incidentes más violentos que el simple fuego de armas automáticas:
- Ataque el 5 de agosto de 1993 en la aldea de Grahovljani matando a cuatro policías e hiriendo un número similar.
- Un poco más de un mes después, el 8 de septiembre de 1993, en Kusonje, en proximidades de la línea de cese al fuego, explota un artefacto explosivo. El hecho sucedió durante un acto para rendir homenaje a los muertos en la emboscada de dos años antes, en el momento de colocar las coronas, matando a tres personas e hiriendo a once. Un miembro de Naciones Unidas es herido.[57]

En el sector bajo responsabilidad de UNPROFOR, había miembros de las fuerzas armadas Argentinas, Canadienses, Jordanas, Nepalesas y Eslovacas. Las relaciones de la población con sus miembros fueron variadas. La relación más correcta de los croatas fue con los argentinos.
Además de UNPROFOR, llegaron a Pakrac voluntarios de diferentes partes del mundo, 250 de ellos de 22 países. El primer grupo llegó en julio de 1993 con la idea de revivir la vida civil en Pakrac. Y aunque algunos residentes aceptaron a los voluntarios como uno de ellos, algunos sospechaban de ellos debido al cruce frecuente de la línea de demarcación.

### Vida en Pakrac luego del alto al fuego
En el momento de la firma del acuerdo de Sarajevo el 2 de enero de 1992, Pakrac era una ciudad en medio de la confrontación, casi completamente destruida y con sólo policías y el ejército. Siguiendo la posición de las fuerzas militares al alto al fuego, la ciudad de Pakrac quedó dividida: la parte sudeste (Gavrinica) quedó en poder serbio y de tropas del JNA; el sector oeste, quedó en poder del Ejército Croata.
El regreso a una normalidad posible en medio de la división de la ciudad tardó en llegar. A fin de abril de 1992, las tropas yugoslavas recibieron fuego de morteros: la 343ra Brigada en Pakrac y la 5.ª Brigada frente a Španovica. El empobrecimiento del sector bajo poder serbio fue más evidente con la mayoría de los servicios públicos afectados aunque viviendas más preservadas. A ello se le suma la presencia de desplazados provenientes de las municipalidades de Grubišno Polje, Daruvar, Podravska Slatina y Pakrac, lo que contribuyó a minar al estado de ánimo de los ciudadanos y la desestabilización del área. En febrero de 1994, se contaban 3874 en el municipio de Pakrac bajo control serbio.
En el lado bajo control croata, los civiles comenzaron a regresar durante la primavera y el verano de 1992. Sin embargo, se mantuvo una tensa calma. Desde marzo de 1992 hasta el comienzo de la Operación Bljesak, del bando croata, 17 personas murieron, 58 personas resultaron heridas y 12 fueron secuestradas. Además, la innumerable apertura de fuego contra automóviles en la ruta Pakrac-Požega y en la propia ciudad por la noche.
La presencia de UNPROFOR a partir de junio de 1992 contribuyó a mejorar la situación. Además de UNPROFOR, arribaron voluntarios de diferentes partes del mundo (250 de 22 países). El primer grupo llegó en julio de 1993 con la idea de revivir la vida civil. Y aunque algunos residentes de Pakrac aceptaron a los voluntarios, algunos sospechaban de ellos debido a su cruce frecuente de la línea de alto al fuego.
Se inició con la restauración de los servicios básicos. El agua corriente había sido cortada por los serbios en agosto de 1991 ya que provenía de la toma de agua de Šumetlica. Se debieron hacer nuevos pozos y Lipik se conectó al sistema de suministro de agua en diciembre de 1992 y Pakrac en enero de 1993. La electricidad se introdujo en noviembre de 1992, mientras que el alumbrado público no funcionó completamente hasta 1994. La red de gas se pudo restablecer por completo en marzo de 1995. Algunas líneas telefónicas se restablecieron en 1992, mientras que todos los usuarios solo estaban conectados en 1994.
La vida económica se activó lentamente en ambos lados. En el croata, la primera tienda se abrió en febrero de 1992, el mercado abrió el 27 de agosto del mismo año, la estación de combustible en Lipik y el banco en Pakrac en junio de 1992, el tribunal en mayo de 1993 y la oficina de correos en octubre de 1994. Además, el 29 de abril de 1994, se renovó la primera instalación turística, el Hotel Lipa, en Lipik con 50 camas.
La industria, ya en 1992 inició la producción en grandes industrias de esta zona: Studenac, Industrija stakla (con problemas de suministro por toma de agua en sector de confrontación), Papuk y Moderna. Solo Studenac e Industrija stakla han mantenido la producción hasta el día de hoy.
Aunque el ferrocarril Banova Jaruga - Virovitica se inauguró en octubre de 1992, las conexiones de transporte adicionales fueron problemáticas. En julio de 1994 se estableció una línea de autobús entre Lipik y Pakrac y Požega. La línea operaba una vez por semana seguido por vehículos de la MUP y UNPROFOR por temor a ataques. La línea fue cancelada en octubre del mismo año por falta de rentabilidad.
En el lado serbio casi no hubo reconstrucción, las familias desplazadas se alojaron en viviendas abandonadas. En el lado croata, alrededor del 76 % de las edificaciones fueron destruidas o dañados. La renovación de viviendas se financió a partir de diversas fuentes, la mayoría de las veces fundaciones y organizaciones extranjeras. Sin embargo, hasta el comienzo de la Operación Bljesak no comenzó ninguna reconstrucción organizada.
El año escolar 1991/1992 se interrumpió reiniciándose el período 1992/1993 sin importar cuán inadecuados estuvieran los edificios.
El hospital de Pakrac fue completamente devastado durante 1991 y no fue completamente reconstruido hasta 1995. Se abrieron dispensarios para que la gente de Pakrac tuviera al menos atención médica básica.

## Operación Bljesak
En tres años, la situación política no evolucionó de acuerdo a las pretensiones de los actores por lo que la tensión fue en aumento. Mientras que el poder militar croata aumentaba considerablemente, el serbio disminuía por las acciones de guerra en Bosnia y el bloqueo internacional.
Un hecho fortuito desencadenó nuevamente la violencia. El 28 de abril de 1995, un civil serbio es apuñalado en una estación de carga de combustible próxima a Nova Gradiška, fuera de la UNPA. Esa noche se desencadenaron una serie de incidentes sangrientos sobre esa vía en venganza a lo sucedido, resultando en la muerte de cuatro civiles croatas, dos heridos y cinco detenidos, más la clausura de la E70 (autopista Zagreb - Belgrado) por parte de los serbios.
El 29 y 30 se continuaron las negociaciones infructuosas de UNCRO (nueva denominación de UNPROFOR) para intentar abrir el paso pero la decisión de la ofensiva ya estaba tomada. El 1 de mayo, a primeras luces, los croatas iniciaron una acción ofensiva desde dos direcciones en la línea Novska - Okučani y Nova Gradiška - Okučani y una tercera de aferramiento en la línea Lipik - Pakrac.
En el área de Pakrac, el responsable era la policía de Pakrac desde el centro de Pakrac hacia Gavrinica y Japaga en la dirección principal del ataque. El flanco izquierdo debía ser defendido por el Regimiento de Defensa de la Patria 52 del Ejército Croata que también incluía al Batallón Pakrac, continuación del 76.º Batallón Independiente, en la ruta Pakrac -Požega y en dirección Brusnik - Gornja Šumetlica. El flanco derecho, en dirección a Donji Čaglić - Bijela Stijena, estaba en manos de la 105.a Brigada Bjelovar.
Al no haber una acción ofensiva inicial en Pakrac por parte de los croatas ya que las unidades que despegaron sobre la ruta paralela a la línea de cese al fuego, los serbios dispararon contra la ciudad todo el día con fuego de artillería. El 2 por la tarde cayo Okučani, Donji Čaglić, Kovačevac y Bjelanovac por lo que la ruta Lipik - Okučani quedó liberada. Alrededor de las 1900 hs, luego de negociaciones, se acordó que los serbios se entregarían en 24 horas.
El 4 de mayo de 1995, el Ejército Croata informó que a las 0900 hs atacará la parte aun bajo poder serbio aduciendo una violación al cese del fuego por parte serbia32. El ataque sobre Vinogradima, Gavrinica, Japaga, Šeovica, Kraguj empieza a las 1400.
UNCRO intenta evitar la ofensiva y convoca una reunión para las 1400 hs. A esa hora, cuando el personal se encontraba próximo al encuentro, los croatas inician el ataque a Gavrinica. A las 1515, Harambašić y Dzakula ofrecen la rendición incondicional.
A las 1900, el Ejército Croata dio por finalizada la operación declarando que la rendición era de 1500 serbios. De esta forma, finalizó la guerra en uno de los lugares que la vio iniciar.

## Legado
En el año 2014 se estrenó la película Broj 55 (número 55), dirigida por Kristijan Milić. La misma se basa en la historia real sucedida en los primeros días de septiembre de 1991 en Kusonje cuando el grupo de soldados croatas salió de patrulla en un camión blindado improvisado. Allí son emboscados por los serbios y se ven obligados a esconderse en una casa abandonada cercana que lleva el número 55. Su resistencia a las fuerzas serbias dura casi 24 horas. Paralelamente, la película sigue los esfuerzos de sus compañeros soldados para sacarlos del cerco.